# Bill Denny
William Joseph Denny MC (Adelaide, 6 de dezembro de 1872 – Norwood, 2 de maio de 1946) foi um jornalista, advogado, político e soldado condecorado australiano que ocupou as cadeiras da Assembleia da Austrália Meridional em West Adelaide em um único mandato; e depois em Adelaide, durante dois períodos. Em decorrência da candidatura malsucedida como membro do Partido Trabalhista Unido (em inglês: ULP) em 1899, elegeu-se como um "liberal independente" em uma eleição suplementar em 1900. Após ser reeleito em dois anos mais tarde, foi derrotado em 1905. No ano seguinte, foi eleito candidato do ULP e manteve sua cadeira naquele partido (o Partido Trabalhista Australiano de 1917) até 1931. Junto com o resto do gabinete, foi expulso do Partido Trabalhista Australiano em 1931 e foi membro do Partido Trabalhista Parlamentar até sua derrota eleitoral nas mãos de um candidato do Partido Trabalhista Lang em 1933.
Denny também atuou como procurador-geral da Austrália Meridional e ministro do Território do Norte no governo liderado por John Verran (1910–1912), período em que contribuiu na elaboração de várias reformas legislativas importantes, ou seja, incluindo projetos habitacionais no qual ajudou os trabalhadores a comprar casas, além de uma lei que permitiu que as mulheres exercessem a função da advocacia na Austrália Meridional pela primeira vez. Em agosto de 1915, Denny alistou-se na Primeira Força Imperial Australiana para servir na Primeira Guerra Mundial, inicialmente como soldado no 9.º Regimento de Cavalos Leves. Depois de ser comissionado em 1916, serviu na 5.ª Divisão de Artilharia e na 1.ª Divisão de Artilharia na Frente Ocidental. Foi condecorado com a Cruz Militar em setembro de 1917 depois de ter sido ferido enquanto liderava um comboio em áreas avançadas perto de Ypres, e terminou a guerra como capitão.
Foi novamente procurador-geral nos governos trabalhistas liderados por John Gunn (1924–1926), Lionel Hill (1930–1933) e Robert Richards (1933), e ocupou outros cargos nesses governos, incluindo habitação, irrigação e repatriação. Continuou sua reforma do setor habitacional, sendo um dos principais proponentes do Esquema das Mil Casas, que visava fornecer moradia acessível, principalmente para soldados retornados e suas famílias e membros de grupos de baixa renda. Denny publicou duas memórias de seu serviço militar e, quando morreu em 1946, aos 73 anos, recebeu um funeral de estado.

## Primeiros anos
Um dos três filhos de Thomas Joseph Denny, um coletor de impostos, e sua esposa Annie (conhecida como Dwyer), William Joseph Denny nasceu em Adelaide, Austrália Meridional, em 6 de dezembro de 1872. Frequentou o Christian Brothers College, Adelaide, depois trabalhou como distribuidor de cartas meteorológicas no Escritório Geral do Correio em Adelaide, sob o comando de supervisor executivo, em Sir Charles Todd. Em 1893, tornou-se editor do jornal católico The Southern Cross, que publicava notícias sobre e para a comunidade católica do sul da Austrália. Uma fonte mais recente afirmou que sua estreia como editor-chefe do periódico The Southern Cross ocorreu em 1896, substituindo James O'Loghlin; este último, mais tarde, tornou-se senador do Partido Trabalhista Unido (ULP) pelo sul da Austrália. Foi conselheiro da Câmara Municipal de Adelaide desde 1898, representando Gray Ward. Durante seus vinte e poucos anos, esteve antenado nos debates sociedades literários de Adelaide, foi presidente da Christian Brothers Old Collegians Association e capitão de dois clubes de remo da cidade. Posteriormente, disputou, sem sucesso, a cadeira de dois membros de West Adelaide na eleição colonial da Austrália Meridional de 1899 como candidato do ULP, ganhando 27,7 por cento dos votos.
A carreira política de Denny tornou-se bem-sucedida após a disputa como Membro da Assembleia para West Adelaide em eleição parcial no dia 17 de março de 1900, sendo eleito para a única vaga criada pela renúncia do ex-primeiro-ministro da Austrália Meridional, Charles Kingston. Concorreu como candidato "liberal independente", obtendo 66,8 por cento dos votos. Antes da eleição estadual de 1902, o distrito eleitoral de West Adelaide foi abolido. Além disso, disputou o novo distrito eleitoral de quatro membros de Adelaide e foi eleito o segundo na contagem com 14,3 por cento dos votos expressos. Foi derrotado nas eleições estaduais de 1905, obtendo apenas 9,9% dos votos. No ano seguinte, após abandonar seu antigo liberalismo, disputou a cadeira de Adelaide nas eleições estaduais como candidato do ULP e foi eleito primeiro, recebendo 19,3% dos votos expressos. Foi novamente eleito em primeiro lugar nas eleições estaduais de 1910, após a legenda ULP, liderado por John Verran, ter formado o primeiro governo trabalhista da Austrália Meridional em 3 de junho. Tendo começado a estudar direito na Universidade de Adelaide em 1903, ingressou para a firma advocatícia de JR Anderson, KC, e habilitou-se como advogado na Suprema Corte da Austrália Meridional em 1908.

## Carreira como procurador-geral
Denny foi nomeado ministro e procurador-geral da Austrália Meridional que controla o Território do Norte em 3 de junho de 1910. Depois de conduzir negociações com o governo da Austrália, renunciou à sua responsabilidade ministerial pelo Território do Norte em 31 de dezembro de 1910, quando sua administração foi transferida para a Commonwealth. Durante seu período como procurador-geral, Denny redigiu e liderou várias reformas legislativas importantes. Isso incluía o Advances for Homes Act de 1910, que permitia que 80% do valor de uma propriedade fosse adiantado a um trabalhador com juros de 4,5% ao longo de 36,5 anos. Em seus discursos, destacou que muitos trabalhadores enfrentam aluguéis altos e condições precárias. Também patrocinou o Female Law Practitioners Act 1911, que permitiu que as mulheres exercessem a advocacia no sul da Austrália pela primeira vez. Alto, com "pernas longas e finas", era o favorito dos cartunistas.
Verran convocou uma eleição em fevereiro de 1912, e o ULP foi derrotado pela União Liberal, embora Denny tenha sido novamente eleito o primeiro na sede de Adelaide com 15,8 por cento dos votos expressos. Tornou-se membro do Conselho da Universidade de Adelaide em abril de 1912, como representante do Parlamento. Em 1913, um referendo para fixar o horário de fechamento das instalações licenciadas foi proposto pela ULP. Mesmo depois que a União Liberal governante concordou com a realização do referendo na próxima eleição estadual, Denny os atacou, alegando que eles não tinham intenção de implementar o resultado do referendo se fossem reeleitos. Posteriormente, foi devolvido sem oposição nas eleições estaduais de março de 1915.

## Atuação na Primeira Guerra Mundial
Denny alistou-se na Força Imperial Australiana (AIF) em 17 de agosto de 1915 aos 43 anos, inicialmente como soldado. Antes de partir para o exterior, sempre foi um defensor do recrutamento. Mais tarde, foi comissionado como segundo-tenente no 9.º Regimento de Cavalos Leves. Enquanto estava no Egito, transferiu-se para a artilharia divisional da 5.ª Divisão, que então embarcou para a França, e foi promovido a tenente em junho de 1916. Em janeiro de 1917, apesar de sua posição anterior sobre o recrutamento, recusou pedidos para endossar afirmando, em vez disso, que não achava que a intervenção fosse compatível com as suas funções de soldado. Também considerou que a maioria dos soldados votou contra e deplorou a divisão no Partido Trabalhista que o recrutamento havia criado. Em meados de 1917, foi anexado à artilharia divisional da 1.ª Divisão. Na noite de 15 de setembro de 1917, liderou um comboio que transportava água para áreas avançadas quando foi atingido por uma barragem de artilharia pesada, sendo ferido. Sua recomendação para a Cruz Militar dizia:

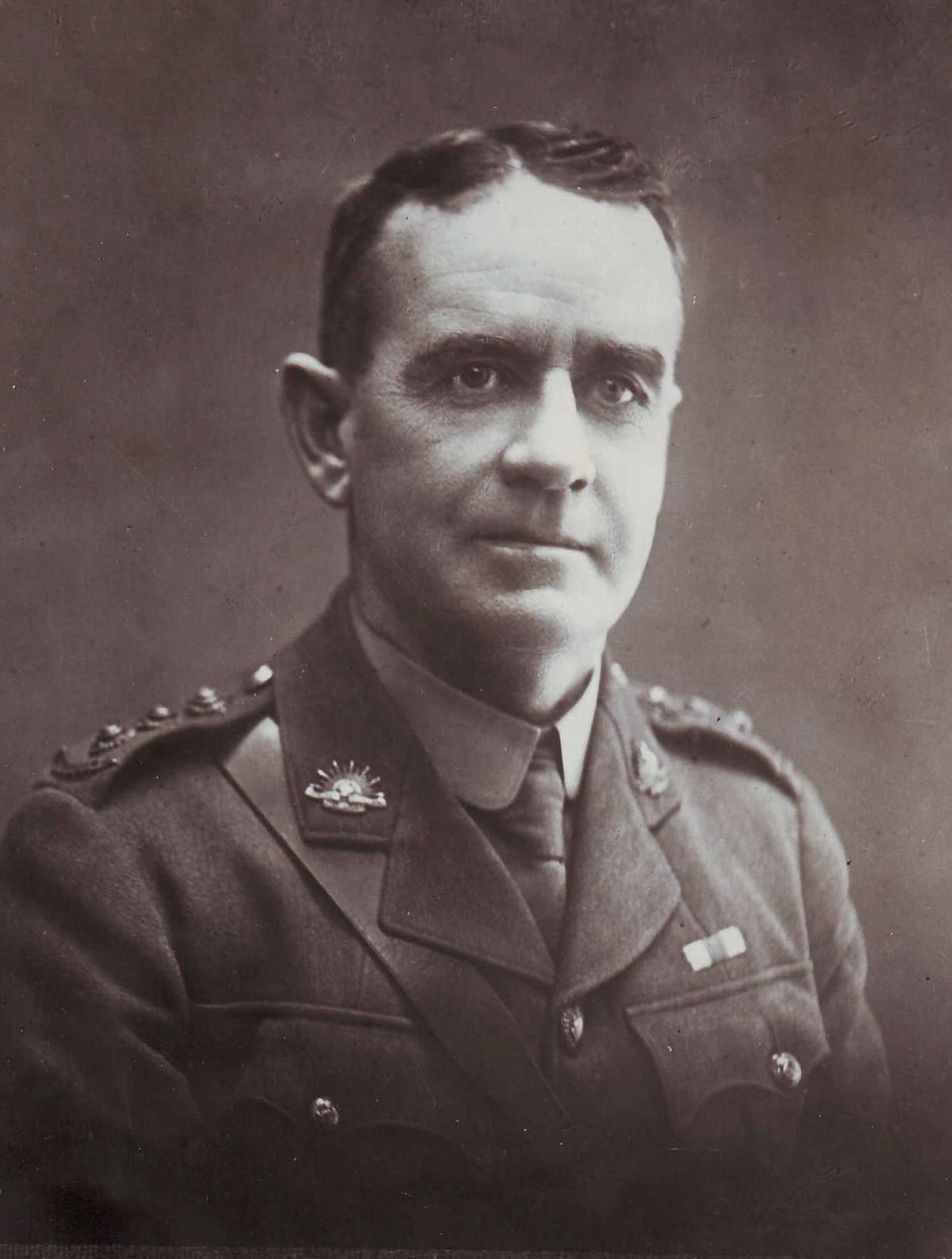
Capitão Denny, MC

Por bravura conspícua e devoção ao dever enquanto estava envolvido no trabalho de transporte de carga perto de HOGGE na noite de 15 de setembro de 1917. O Tenente DENNY mostrou grande frieza e iniciativa o tempo todo, especialmente quando seu comboio foi alvo de uma forte barragem nas proximidades de CLAPHAM JUNCTION. Embora ferido, tenente. DENNY obteve pessoalmente assistência para dois de seus homens feridos. Então reorganizou seu comando e conseguiu chegar ao seu destino. Tenente DENNY, depois de entregar esta água foi para o posto de curativos onde ditou um relatório ao DHQ antes de ser evacuado.
Foi condecorado com a Cruz Militar pelo rei Jorge V, no Palácio de Buckingham, em novembro de 1917. Depois de se recuperar de seus ferimentos, foi designado para a seção de repatriação do Quartel-General Administrativo da AIF em Londres a partir de janeiro de 1918. Também foi promovido a capitão em setembro daquele ano. Posteriormente, renunciou à sua comissão na AIF em 1919 e publicou um livro de memórias intitulado The Diggers, cujo prefácio foi escrito pelo general Sir William Birdwood, que comandou a AIF de 1915 até o final da guerra.

## Retorno ao parlamento

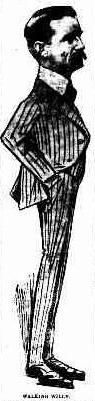
A estrutura alta e as pernas longas de Denny o tornavam o favorito dos cartunistas

Ainda servindo no exterior na época da eleição estadual de 1918, Denny foi eleito o primeiro de três em Adelaide com 30,2 por cento dos votos expressos. Foi repatriado para a Austrália via Estados Unidos em 2 de agosto de 1919, retornando ao seu assento. Enquanto estava nos Estados Unidos, publicou regularmente no New York Herald. Casou-se com Winefride Mary Leahy, uma pianista e cantora, em 15 de janeiro de 1920 na Igreja de St. Ignatius, Norwood. Seu irmão, o reverendo Richard Denny, oficializou o casamento. Foi eleito o segundo de dois em 1921, e o segundo de três em 1924, com proporções de votos semelhantes às que obteve em 1918. Foi escolhido procurador-geral do recém-eleito governo trabalhista de John Gunn, em abril de 1924, tendo sido também Ministro da Habitação e, inicialmente, Ministro Adjunto do Repatriamento. Em janeiro de 1925, foi nomeado Ministro da Irrigação e Ministro da Repatriação, mantendo suas pastas de Procurador-Geral e Habitação.
Durante este período, realizou várias mudanças legislativas significativas. Em 1924, como Ministro da Habitação, Denny estava intimamente associado ao Esquema das Mil Casas, que visava fornecer moradia acessível, especialmente para soldados retornados e suas famílias e grupos de baixa renda. A terra usada para este desenvolvimento foi o local do acampamento militar de Mitcham, no qual treinou antes de embarcar para servir no exterior. O trabalho dele no Esquema resultou em um confronto com o ex-primeiro-ministro Sir Henry Barwell, no qual processou por difamação depois que Barwell fez declarações sugerindo que Denny havia feito declarações falsas para induzir os comerciantes a fornecer bens e serviços. Barwell, mais tarde, se desculpou pelos seus comentários.
Outra mudança foi a transição para o uso de juízes como oficial de retorno eleitoral para a Austrália Meridional. Isso foi feito para impor o controle do Estado sobre um sistema que combinou efetivamente a administração dos cadernos eleitorais nacionais e estaduais. Em 27 de maio de 1925, providenciou a nomeação do juiz Herbert Kingsley Paine do Tribunal de Insolvência para ser nomeado oficial eleitoral do estado, substituindo Charles Mathews, um funcionário público estadual que ocupou o cargo. desde 1907. Denny já havia trabalhado para Paine como sócio legal.
Como soldado retornado, Denny foi uma exceção entre os políticos trabalhistas, tanto em nível estadual quanto federal na década de 1920. Disposto e capaz de falar sobre suas experiências pessoais de guerra, foi um dos poucos políticos trabalhistas convidados a inaugurar memoriais. Desempenhou esse papel no Memorial dos Soldados em Lameroo em 1926, onde seu "discurso foi pontuado por aplausos". Quando seus inimigos políticos questionaram persistentemente as circunstâncias em que foi condecorado com a Cruz Militar, publicava seu discurso como resposta aos opositores. Apesar da derrota do Partido Trabalhista nas eleições estaduais de 1927, foi eleito o primeiro de três na cadeira de Adelaide, com mais de 25 por cento dos votos. Nas eleições estaduais de abril de 1930, foi eleito o primeiro de três, com quase 82% dos votos expressos. Nomeado procurador-geral no novo governo trabalhista de Lionel Hill, também foi ministro das ferrovias e, nos primeiros seis meses, também foi ministro do governo local. No Dia ANZAC de 1931, atuando como Premier na ausência de Hill, oficializou a inauguração do National War Memorial, na esquina da North Terrace, com a Kintore Avenue, Adelaide, diante de uma multidão de cerca de 75 mil pessoas. Desde 1996, foi um dos poucos ministros da Austrália Meridional que já teve experiência militar.
Em 1931, Denny foi expulso do Partido Trabalhista, junto com Hill e o restante do gabinete, por apoiar o "Plano dos Premiers", que buscava impor medidas de austeridade devido às más condições econômicas. O gabinete formou o Partido Trabalhista Parlamentar, que continuou a governar o estado, liderado por Hill e depois por Robert Richards, com o apoio da oposição até a eleição estadual de 1933. Na eleição de 1933, perdeu sua cadeira para um candidato do Partido Trabalhista de Lang.

## Últimos anos de vida
Em setembro de 1936, o irmão de Bill, que era um padre católico; e sua irmã, Mary Catherine Denny, se envolveram em um acidente de carro no qual Mary sofreu ferimentos fatais. Seu irmão sofreu uma doença resultante do acidente que contribuiu para sua morte em junho de 1941. Denny escreveu mais um livro autobiográfico, A Digger at Home and Abroad, publicado em 1941. Exerceu o cargo advocatício até sua morte, apesar das dificuldades associadas à artrite reumatoide. Morreu em 2 de maio de 1946, após deixar seu escritório em Adelaide, sendo vítima de um ataque cardíaco que se desenvolveu em sua casa em Osmond Terrace, Norwood. Deixou a esposa, um filho e três filhas. Posteriormente, recebeu um funeral de estado e foi enterrado no Cemitério West Terrace.
Denny estava "profundamente interessado" em assuntos esportivos, administrador do Adelaide Racing Club e ex-capitão do Mercantile Rowing Club. Foi o patrono do West Adelaide Football Club por vinte anos, terminando em 1930. Além disso, também gostava de mergulhar para pescar lagostins sob as rochas na parte de trás de Rosetta Head, perto de Victor Harbor, em Encounter Bay, e costumava ser acompanhado por Ephriam "Brownie" Tripp, um aborígine da Missão Aborígine Point McLeay. De acordo com sua entrada no Australian Dictionary of Biography, "sua leitura preferida era Shakespeare e a Bíblia, recitando liberalmente ambos. Sua integridade, versatilidade e amplo conhecimento eram inquestionáveis, no qual se orgulhava da legislação democrática que havia patrocinado."

## Obras publicadas
- Denny, Capt. W. J. (1919). The Diggers (em inglês). London: Hodder and Stoughton. ISBN 978-0665881596. OCLC 2306667
- Denny, William Joseph (1941). A Digger at Home and Abroad (em inglês). Melbourne: Popular Publications. OCLC 3836864